# Ivana Spagna
Ivana Spagna (Valeggio sul Mincio, 16 dicembre 1954) è una cantautrice italiana, nota in passato anche con il solo cognome Spagna.
Raggiunge la notorietà grazie al tormentone Easy Lady (1986), che entra in classifica in numerosi paesi europei ed extraeuropei e nel 1987 raggiunge con Call Me il secondo posto della classifica britannica, tuttora tra le posizioni più alte mai raggiunte da una cantante italiana in Inghilterra. Ultima donna ad aver vinto il Festivalbar (nel 1987 con Dance Dance Dance), ha conquistato anche la terza posizione al Festival di Sanremo 1995 grazie al brano Gente come noi. Con oltre 11 milioni di dischi venduti, traguardo per il quale nel 2006 le è stato consegnato dalla FIMI il Disco d'Oro alla carriera, è tra gli artisti italiani che hanno avuto maggiore successo commerciale in Italia e all'estero.

## Carriera artistica

### Gli esordi
I primi passi di Spagna nel mondo della musica avvengono nel 1969, quando a gennaio partecipa alla quarta edizione del concorso Girogarda con la canzone Quando tu sorridi, scritta per lei da Athos Lorenzetti.
Nel 1971 viene messa sotto contratto dall'etichetta Dischi Ricordi per incidere un 45 giri con la prima versione italiana di Mamy Blue di Herbert Pagani e Hubert Giraud, È finita la primavera sul lato B. Il disco non ha successo; così, nel 1972, dopo la pubblicazione di un 45 giri con una canzone scritta da Bruno Lauzi, Ari ari, con b-side Dio mai, la casa discografica non le rinnova il contratto.
Durante gli anni settanta Spagna canta con il suo gruppo, gli Opera Madre, di cui fanno parte il fratello, Giorgio Theo Spagna, e il suo compagno di allora, Alfredo Larry Pignagnoli, nelle varie discoteche e balere d'Italia, mentre i primi anni ottanta la vedono dapprima prestare la sola voce a gruppi di successo come le Fun Fun, poi cantare anche con la propria immagine, utilizzando però gli pseudonimi Mirage, Barbara York, Carol Kane e Yvonne Kay; con quest'ultimo registrerà I've Got the Music in Me e Rise Up (for My Love), entrambi Disco d'Oro. Contemporaneamente fa la corista e lavora come autrice, firmando, tra gli altri, il brano Take me to the top del gruppo Advance.
Nel 1982 partecipa, come voce femminile, nei cori del brano Mari del sud, contenuto nell'omonimo album di Sergio Endrigo.

### Anni 1980: il successo internazionale
Il vero inizio della carriera e il successo arrivano nel 1986 quando Ivana, usando come nome d'arte "Spagna", autoproduce due canzoni in inglese dal timbro dance: Easy Lady e Jealousy (che costituisce il lato B del 45 giri), con le quali raggiunge la notorietà internazionale. Come da lei stessa affermato, la casa discografica non investe molto su di lei perché, a detta loro, "Una cantante italiana che si chiama Spagna e che canta in inglese non avrà mai successo". Tuttavia durante l'estate la canzone ha un buon riscontro dapprima in Francia e successivamente nelle radio del mondo tedesco e anglosassone. È così che la CBS mette sotto contratto Spagna, programmando il suo lancio sul mercato musicale internazionale: Easy Lady entra nella Top 5 delle classifiche europea, francese, spagnola, tedesca e al numero 1 in Italia per sei settimane consecutive, vendendo un totale di oltre due milioni di copie. A fine 1986 firma per Tracy Spencer il secondo singolo ufficiale, Love Is Like A Game, che raggiunge la 8ª posizione dei singoli più venduti in Italia durante le prime settimane del 1987.
Il 1987 è l'anno della conferma: il nuovo singolo è Call Me che anticipa il primo album, Dedicated to the Moon. Call Me in Italia e Gran Bretagna si posiziona al secondo posto e raggiunge il vertice della classifica europea. Dato il buon riscontro, Call me viene anche esportata negli Stati Uniti dove si posiziona al 13º posto della classifica dei singoli dance di Billboard. In totale la canzone vende oltre due milioni di copie. L'album Dedicated to the moon, uno dei primi a essere stampato anche in supporto CD, raggiunge una tiratura di 500 000 copie. I singoli estratti dall'album sono, oltre ai già citati Easy Lady e Call me, Dance Dance Dance, che vince il Festivalbar del 1987, la title track Dedicated to the Moon (la prima ballad usata da Spagna come singolo), e Sarah.
Nel 1988 esce il secondo album You Are My Energy, edito da CBS e dedicato da Spagna alla memoria del padre recentemente scomparso. I pezzi, pur rimanendo nel solco del pop e della dance, presentano sonorità più rock. Il primo singolo estratto è Every Girl and Boy, che raggiunge la Top 5 europea e la Top 25 britannica, seguito da I Wanna Be Your Wife. Ultimo singolo estratto da questo album è This Generation (IIII). Spagna partecipa inoltre al Festival di Sanremo 1989 come ospite internazionale. L'album include anche la prima sperimentazione etnica di Spagna, nonché il suo primo approccio a un tema sociale: il pezzo March 10,1959 ricorda nel titolo la data della conquista del Tibet da parte della Cina e l'inizio dell'assoggettamento della cultura buddhista da parte della dittatura comunista. Il pezzo utilizza strumenti e sonorità orientali e i cori sono eseguiti da monaci tibetani. Le parole del coro sono trascritte sul booklet del cd in alfabeto tibetano. Più avanti il Dalai Lama le dedicherà una poesia che Spagna trasporterà in musica con il titolo di Words of Truth.

### Anni 1990
Nel 1990, supportata dalla Sony, si trasferisce a Los Angeles, per lavorare al suo nuovo progetto discografico che ha come obiettivo proprio il mercato discografico americano. Al terzo album della cantante, "No Way Out", collaborano nomi del panorama nordamericano come Rhett Lawrence, Diane Warren, Stephen Bray e Guy Roche. Primo estratto dall'album è Only Words, seguito dal R&B Love at first sight, accompagnato da un videoclip. La promozione dell'album negli USA si interrompe bruscamente con la decisione della cantante di tornare in Europa (anni più tardi spiegherà che si trattava di una decisione dovuta principalmente a una diatriba col suo ex manager italiano). No Way Out raggiunge comunque la Top 5 in Italia, dove l'album vende oltre 100 000 copie.
Nel 1992 esce il singolo No More Words, che viene utilizzato come sigla della fiction Scoop.
Nel 1993 esce la collezione Spagna&Spagna: Greatest Hits, sia in versione audio sia in VHS, contenente oltre ai successi della cantante una nuova versione remixata di Easy Lady e la già citata No more words.
Nello stesso anno esce l'ultimo album di Spagna interamente in inglese: Matter of Time, in cui collabora, tra gli altri, il chitarrista di Tina Turner. Nel frattempo la musica da discoteca è cambiata e dalla dance degli anni ottanta si è passati ai ritmi eurodance degli anni novanta: Spagna si adegua ed escono da quest'album Why Me e I Always Dream About You, che avranno un buon successo nei club italiani ed europei e nelle radio, posizionandosi bene nelle classifiche dei singoli (I Always Dream About You entra al numero 5 delle classifiche di vendita italiane con la sola promozione radiofonica).
Lo stesso periodo vede anche la cantante in veste di autrice per progetti dance come Corona e gli S-sense.
Nel 1994, durante l'estate, esce quello che per molto tempo è rimasto l'ultimo singolo in inglese di Spagna, Lady Madonna, che si posiziona quarto nella classifica dei singoli, mentre in autunno viene scelta da Elton John come voce italiana della sua Circle of Life (in italiano Il cerchio della vita), colonna sonora del film Il re leone.
Nel 1995 partecipa al Festival di Sanremo con il brano Gente come noi e conquista il terzo posto. La canzone raggiunge la Top 5 dei singoli più venduti, mentre l'album Siamo in due vende oltre 350 000 copie diventando l'album di un'artista femminile più venduto dell'anno in Italia, assieme a Come Thelma & Louise di Giorgia. Seguono i singoli Davanti agli occhi miei, Siamo in due e Come il cielo che raggiunge la posizione nº 10 nella classifica dei singoli.
Nel 1996 Spagna ritenta l'avventura sanremese, raggiungendo il quarto posto con E io penso a te. Il suo album, Lupi solitari, sarà il più venduto di tutto il Festival. L'album è infatti Doppio disco di Platino in una sola settimana e finisce col vendere complessivamente oltre 400 000 copie, diventando quello che è tuttora il maggiore successo commerciale di Spagna in italiano. Anche il secondo estratto, la title track Lupi solitari, è un grande successo, e la promozione dell'album continua con altri tre singoli: Colpa del sole, Ti amo e Ci sarò. Vince anche il Telegatto 1996 come "Miglior cantante femminile".
Nel 1997 Spagna cambia look; esce il suo terzo album in italiano, Indivisibili, che vende oltre 150 000 copie e da cui vengono scelti come singoli Indivisibili e Dov'eri, che diventano hit radiofoniche, seguiti da Fuori dal normale.
In questo momento viene a mancare la madre della cantante; questo episodio coincide con la svolta di Spagna verso una scelta sempre più melodica delle sue canzoni.
Nel 1998 esce la raccolta E che mai sarà - Le mie più belle canzoni, primo greatest hits delle canzoni in italiano della cantautrice. A trainare l'album è l'inedito omonimo, E che mai sarà, che Spagna presenta al Sanremo di quell'anno. Nonostante il piazzamento basso del brano nella classifica del festival, raggiunge il Disco di Platino per le oltre 100 000 copie vendute e si classifica primo nella trasmissione Sanremo Top. Il secondo singolo estratto è Il bello della vita – World Cup Song, arrangiata da Emilio Estefan e scelta dalla FIFA come inno dell'Italia ai mondiali di calcio di Francia 1998: il brano viene quindi inserito anche nella compilation ufficiale dei mondiali pubblicata nei mercati dei vari paesi. Segue come singolo estivo Lay da da, con cui Spagna tenta di riavvicinarsi alle sonorità pop più ritmate e ballabili. Lo stesso anno vince il quarto telegatto a Vota la voce come "Cantante femminile dell'anno".
Sempre nel 1998, assieme a Samuele Bersani, Leda Battisti e Gaetano Curreri, partecipa alla colonna sonora del film d'animazione di Enzo D'Alò La gabbianella e il gatto, interpretando i brani So volare e Il canto di Kengah.
Nel 1999 incide con Mario Lavezzi il brano Senza catene, unico inedito dell'album-raccolta del cantautore, che ottiene un buon successo radiofonico. Scrive inoltre per Annalisa Minetti il brano One More Time.

### Anni 2000
Nel 2000 Spagna torna a Sanremo con il brano Con il tuo nome, che si piazza al dodicesimo posto. L'album che la contiene, Domani, riscuote meno consensi rispetto ai precedenti ma riesce comunque a raggiungere 50 000 copie vendute e il Disco d'Oro. Secondo estratto dell'album è Mi Amor, canzone inserita nella compilation del Festivalbar di quell'anno.
Nel 2001, da un'idea di Rudy Zerbi, nasce il progetto di un disco di cover per Spagna, intitolato La nostra canzone, con gli arrangiamenti curati da Beppe Vessicchio, e buoni risultati commerciali, soprattutto grazie al successo del singolo Quella carezza della sera, che vince Un disco per l'estate.
Nel 2002 la cantante lascia la Sony Music per passare alla neonata etichetta indipendente B&G, con la quale pubblica l'album Woman, composto da dodici canzoni cantate in inglese, spagnolo e francese. L'album raggiunge complessivamente un buon risultato con oltre 100 000 copie vendute e il Disco di Platino. Nello stesso anno esce nelle librerie il primo libro di Spagna, Briciola, storia di un abbandono, una fiaba che viene commercializzata anche in cofanetto con il brano Restiamo insieme, scritto appositamente per il libro.
Nel 2004 viene pubblicato l'album L'arte di arrangiarsi, in cui Spagna propone in versione riarrangiata alcuni dei suoi più grandi successi. Il singolo di lancio è un inedito, la ballata Dopotutto ti amo, che passa piuttosto inosservata.
Nel 2004 la B&G chiude i battenti e Spagna firma un contratto con un'altra etichetta indipendente, la NAR International. Quindi pubblica il suo nuovo album di inediti, Diario di bordo, il cui singolo apripista è A chi dice no. L'album non ha molto successo e non va oltre la posizione numero 64 in classifica.
Nel 2006 Spagna partecipa per la quinta volta al Festival di Sanremo con il brano Noi non possiamo cambiare, scritto da Maurizio Morante. Pur non arrivando alla finalissima, il brano ottiene un discreto successo, entrando nella top 25 della classifica FIMI dei singoli più venduti in Italia. Successivamente Spagna conquista il terzo posto del reality show di Rai 2 Music Farm, al termine del quale viene lanciato nelle radio il nuovo singolo Vorrei fossi tu. Alla fine dell'anno Spagna viene inoltre premiata con il Disco d'Oro alla carriera per i suoi successi e gli oltre dieci milioni di dischi venduti.
A giugno 2007 incide a Malta un brano con Ron e un cantante maltese, Tristan B, dal titolo You Raise Me Up.
Nel 2008 canta insieme a Loredana Bertè al Festival di Sanremo, nella serata dei duetti, il brano Musica e parole. Il duo, anche grazie al look sopra le righe, riscuote gradimento da parte di pubblico e critica, ottenendo il picco degli ascolti. Per la prima volta nella storia del festival di Sanremo il duetto viene riproposto la sera successiva. Le due artiste registrano in studio la canzone che viene pubblicata a giugno come CD singolo.
Il 20 febbraio 2009 esce su etichetta Edel Music l'EP Lola & Angiolina Project che la vede collaborare nuovamente con Loredana Bertè. Il progetto entra alla posizione numero 26 nella classifica FIMI degli album più venduti, riportando Spagna in Top 50 per la prima volta da quando aveva lasciato la Sony. Nell'estate del 2009 vince il Premio Lunezia assieme a Loredana Bertè nella Categoria "Poesia rock 2009".
A novembre pubblica l'album Il cerchio della vita, una raccolta di cover tratte dalle colonne sonore dei cartoni animati Walt Disney, Pixar e Dreamworks.
Sempre nel 2009 partecipa insieme a numerosi altri artisti italiani all'album Q.P.G.A. di Claudio Baglioni, cantando nel brano Tortadinonna o gonnacorta.

### Anni 2010
A febbraio 2010 esce in formato digitale Call Me Remake 2010, che raccoglie nuove versioni remixate dei suoi pezzi. Il 25 maggio 2010 esce il CD 3 tituli. La compilation dei campioni con il nuovo inno dedicato all'Inter scritto e interpretato da Spagna Noi... sempre con voi (un cuore nerazzurro). Il CD si posiziona 2º nella classifica Fimi delle compilation più vendute in Italia. Durante l'estate presenta il brano inedito Tu, cantato su Rai Uno con Silvia Mezzanotte e Jenny B, inciso con altri brani per una compilation a fondo benefico.
L'8 marzo 2011, tramite Azzurra Music, pubblica la sua autobiografia dal titolo Quasi una confessione! Tutto quello che non ho mai detto.
Il 17 gennaio 2012 esce Four, nuovo album di inediti in inglese, realizzato con la collaborazione di musicisti quali Brian Auger, Eumir Deodato, Dominic Miller e Lou Marini.
L'11 marzo 2014 esce su iTunes il singolo The Magic of Love, un ritorno alla dance in inglese. Il brano ha esordito nella Top 10 dei singoli dance più venduti, raggiungendo la quinta posizione in classifica.
Il 3 marzo 2015 esce il nuovo singolo dance Baby Don't Go, che ha esordito all'8º posto nella classifica dei singoli dance più venduti. Il 23 giugno 2015 esce un altro singolo dance, Straight To Hell, entrato nella Top 50 su iTunes.
L'8 aprile 2016 esce D.A.N.C.E., nuovo singolo in inglese, con un omaggio a Easy Lady nel testo, in occasione dei trenta anni dal suo primo successo. Il 18 novembre 2016 esce A Natale crolla il mondo, inedito firmato da Andrea Nardinocchi, che segna il ritorno alla lingua italiana dopo vari singoli in inglese.
Nel 2017 torna scrittrice pubblicando Sarà capitato anche a te (Edizioni LSWR), libro che racconta episodi insoliti della sua vita.
Il 10 maggio 2019 esce il singolo Cartagena per la regia di Michele Vitiello.
Il 27 settembre 2019 si annuncia l'uscita dell'album dal titolo 1954 con il singolo Nessuno è come te.

### Anni 2020
Nel febbraio 2022 partecipa come "Big" a Una voce per San Marino 2022, festival musicale che seleziona il rappresentante sammarinese all'Eurovision Song Contest 2022, classificandosi quarta con il brano Seriously in Love.
Il 6 maggio viene pubblicato il singolo Napoli Cuba di Ivan Granatino, nel quale Spagna è presente col suo featuring.
Inizia il 2023 con una comparsa nel secondo episodio della serie Sky Call My Agent - Italia; il 16 giugno viene pubblicato il brano Crazy for the Disco Dance, frutto della collaborazione tra Spagna e gli In da Club.
Il 9 febbraio 2024 partecipa alla serata cover del Festival di Sanremo 2024 duettando con la cantante in gara Clara nella canzone Il cerchio della vita.

## Vita privata
Nel 1992 si è sposata con il modello e arrangiatore francese Patrick Debort, dopo una frequentazione di otto anni, ma il matrimonio, celebrato a Las Vegas, è durato solo una settimana.
È testimonial ufficiale dell'associazione di volontariato dei City Angels. Ha scritto e interpretato l'inno della squadra di calcio del ChievoVerona.

## Discografia

### Album in studio
- 1987 – Dedicated to the Moon (CBS)
- 1988 – You Are My Energy (CBS)
- 1991 – No Way Out (Epic)
- 1993 – Matter of Time (Epic)
- 1995 – Siamo in due (Epic)
- 1996 – Lupi solitari (Epic)
- 1997 – Indivisibili (Epic)
- 2000 – Domani (Epic)
- 2002 – Woman (B&G)
- 2005 – Diario di bordo (NAR International)
- 2006 – Diario di bordo - Voglio sdraiarmi al sole (NAR International)
- 2012 – Four (Soul Trade)
- 2019 – 1954

### Collaborazioni
- 1982 - Mari del Sud (cori nel brano di Sergio Endrigo)
- 1999 - Senza catene (duetto con Mario Lavezzi)
- 2002 - Tears of love (duetto con Demis Roussos)
- 2004 - Dove nasce il sole (duetto con i Nomadi)
- 2007 - You raise me up (in trio con Ron e Tristan B)
- 2007 - Gli occhi verdi dell'amore (duetto con gli Zeta Clan)
- 2008 - Dancing on the Beach (duetto con Robb Cole)
- 2009 - Lola & Angiolina Project (EP con Loredana Bertè)
- 2009 - La bella e la bestia (duetto con Luca Jurman)
- 2009 - Tortadinonna o gonnacorta (con Claudio Baglioni, Fabrizio Frizzi, Neri per Caso e Loredana Bertè)
- 2010 - Tu (in trio con Silvia Mezzanotte e Jenny B)
- 2012 - I know why e Like an angel (duetti con Ronnie Jones)
- 2012 - Listen to your heart (duetto con Gregg Kofi Brown)
- 2012 - Lady Canfora (duetto con QuartAumentata)
- 2013 - Il cerchio della vita e A whole new world (duetti con Valerio Scanu)
- 2014 - Vattene amore / With or without you (duetto con Massimo Ferrari)
- 2019 - Amici per amore (duetto con gli Audio2)
- 2019 - Cartagena (duetto con Jay Santos)
- 2022 - Napoli Cuba (duetto con Ivan Granatino)
- 2022 - Volevo tutto (featuring con Dj Jad, Wlady e King Horus)
- 2022 - I Wanna Know What Love Is (duetto con Davi Wornel)
- 2023 - Crazy for the Disco Dance (featuring con In da Club)
- 2024 - Sarà bellissimo (featuring con Legno)
- 2024 - T’amo T’amo T’amo (featuring con NUZZLE)

## Partecipazioni a manifestazioni canore

### Partecipazioni al Festival di Sanremo
- 1989: Festival di Sanremo come ospite internazionale con Let Me (say I Love You)
- 1995: Festival di Sanremo con Gente come noi, (Ivana & Giorgio Spagna, Fio Zanotti, Angelo Valsiglio e Marco Marati), (3º posto)
- 1996: Festival di Sanremo con E io penso a te, (Ivana Spagna e Giorgio Spagna), (4º posto)
- 1998: Festival di Sanremo con E che mai sarà, (Ivana Spagna e Giorgio Spagna), (12º posto)
- 2000: Festival di Sanremo con Con il tuo nome, (Ivana Spagna, Claudio Tarantola e Giorgio Spagna), (12º posto)
- 2006: Festival di Sanremo con Noi non possiamo cambiare, (Maurizio Morante), (non finalista)
- 2008: Festival di Sanremo: duetta con Loredana Bertè nel brano Musica e parole nella serata del giovedì e del venerdì.
- 2024: Festival di Sanremo: duetta con Clara nel brano Il cerchio della vita nella serata duetti del venerdì.

### Partecipazioni al Festivalbar
- 1985: Rise up (for my love) (partecipa con lo pseudonimo di Yvonne Kay)
- 1986: Easy Lady (vincitrice)
- 1987: Call me e Dance dance dance (vincitrice)
- 1988: Every girl & boy
- 1989: This generation
- 1991: Only words
- 1994: Lady Madonna
- 1995: Siamo in due e Come il cielo
- 1996: Lupi solitari e Ti amo
- 1997: Indivisibili e Dov'eri
- 1998: Il bello della vita e Lay da da

### Altre manifestazioni
- 1986: Vota la voce con Easy lady (Telegatto per rivelazione dell'anno)
- 1987: Azzurro con Call me
- 1987: Vota la voce con Call me (Telegatto per miglior voce femminile dell'anno)
- 1988: Azzurro con Every girl & boy
- 1989: Azzurro con This generation
- 1991: Vota la voce con Only words
- 1995: Sanremo Top con Gente come noi e Georgia on my mind (seconda classificata per le vendite dell'album Siamo in due)
- 1996: Sanremo Top con E io penso a te e Almeno tu nell'universo (vincitrice per le vendite dell'album Lupi solitari)
- 1996: Vota la voce con Ti amo (Telegatto per miglior voce femminile dell'anno)
- 1997: Un disco per l'estate con Dov'eri
- 1998: Sanremo Top con E che mai sarà e Almeno tu nell'universo (vincitrice per le vendite dell'album E che mai sarà - Le mie più belle canzoni)
- 1998: Vota la voce con Lay da da (Telegatto per miglior voce femminile dell'anno)
- 1998: La festa del disco con So volare
- 2000: Un disco per l'estate 2000 con Mi amor
- 2001: La notte vola con Easy Lady (quarta classificata)
- 2001: Un disco per l'estate-cover con Nel sole
- 2001: Un disco per l'estate 2001 con Quella carezza della sera (vincitrice)
- 2006: Music Farm (terza classificata)
- 2009: Premio Lunezia Premio nella categoria "Poesia rock" per l'album Lola e Angiolina Project
- 2011: Gran Galà del Made in Italy S.E. Italia Rai International nominata Ambasciatrice della Musica Italiana nel Mondo.
- 2022: Una voce per San Marino 2022 con Seriously in love

## Opere letterarie
- Briciola: Storia di un abbandono (fiaba per bambini, 2003)
- Quasi una confessione (2010)
- Sarà capitato anche a te (2017)